# 高圉
高圉（？—？），姬姓，是公非的儿子，周部落首领。公非死后，由高圉继立。
祖乙十五年，祖乙册命邠侯高圉。高圉死后，被商王追命，褒称其德。
高圉死后，由他的儿子亚圉继立。
因为高圉和周太王是能遵循后稷功业的人，周人报祭他们。周成王七年冬，立高圉庙。